# Mally Lammers
Pour les articles homonymes, voir Lammers.
Marie Christine, dite Mally Lammers, née le 22 juin 1850 à Manger et morte le 8 juin 1929 à Oslo, est une chanteuse soprano norvégienne. 

## Biographie

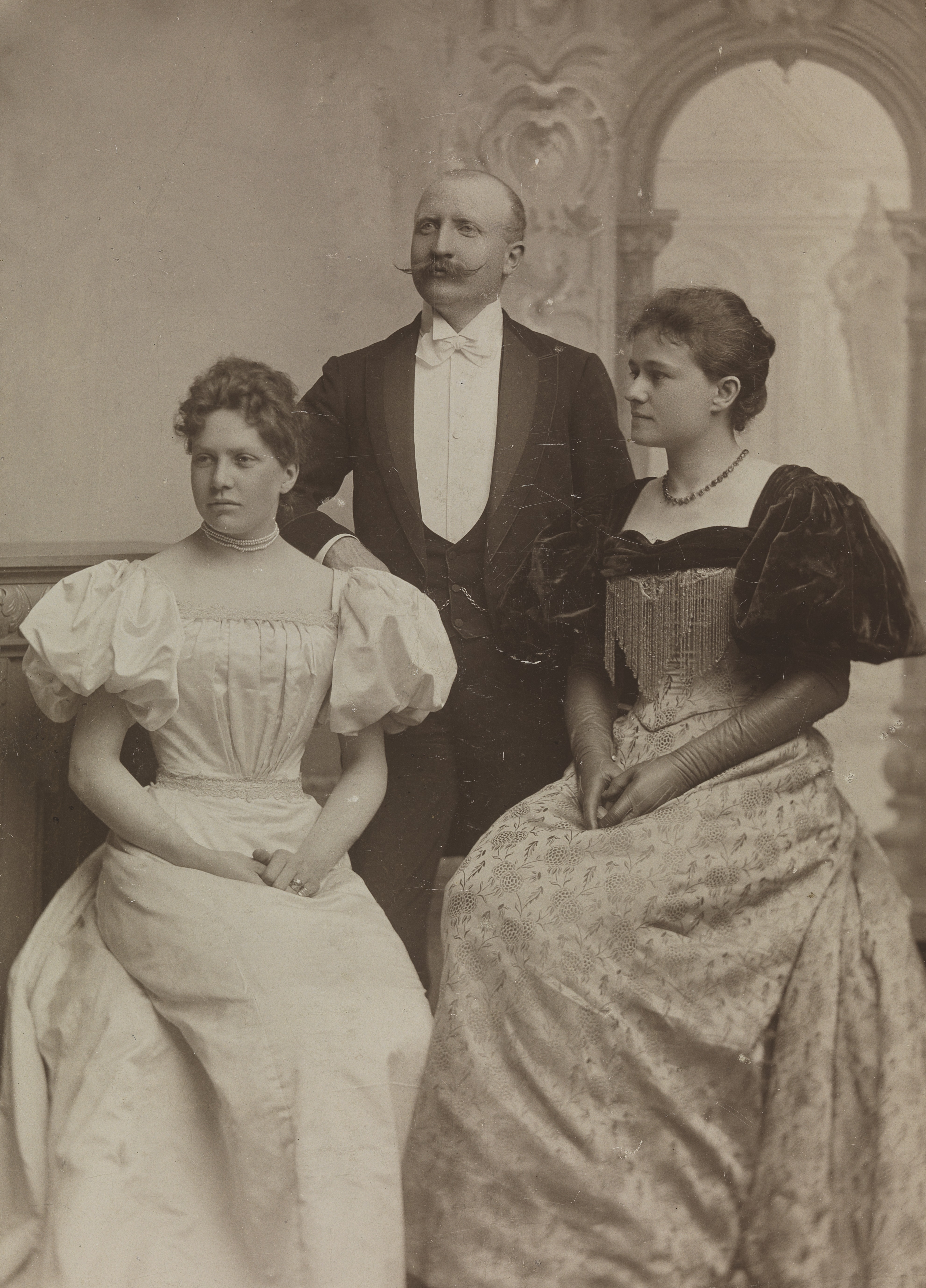
Mally Lammers (1850-1929), Thorvald Lammers (1841-1922) et Eva Nansen (1858-1907).

Mally est la fille du prêtre et biologiste Michael Sars et de Maren Cathrine Welhaven (nl), sœur de l'écrivain Johan Sebastian Welhaven. Parmi ses treize frères et sœurs, dont certains sont morts enfants, se trouvent Georg Ossian Sars (également biologiste), Ernst Sars (historien et homme politique) et Eva Helene Sars.
Elle apprend le chant auprès de sa sœur Eva et suit également des cours de chant à Berlin puis à Paris avec Désirée Artôt. En 1881, elle épouse le chanteur/compositeur Thorvald Lammers, son ancien professeur. Dans les années 1890, le couple chante ensemble au Cirkus Verdensteater (no). À l'approche de l'indépendance norvégienne, ils chantent principalement de la musique folklorique norvégienne et des adaptations. Ils chantent également des chants de Edvard Grieg tels que Haugtussa et Draumkvedet (en). En 1898, Mally Lammers reçoit une subvention de l'État pour collecter de la musique folklorique norvégienne. 
Elle co-fonde en 1884 l'Association norvégienne pour les droits des femmes.